# 干拿·夏薩特
干拿·威廉·夏薩特（英語：Conor William Hazard；1998年3月5日—）是一名北愛爾蘭職業足球員，司職守門員，現時效力英冠球會普利茅夫。

## 球會生涯

### 些路迪
夏薩特在北愛爾蘭球會基福維利開始足球生涯，並在2014年7月加入蘇格蘭球會些路迪的青訓學院。
在2017–18賽季，夏薩特獲時任些路迪領隊提升到球會一隊，擔任球隊的第三門將。2017年9月8日，夏薩特與些路迪續約四年。

#### 外借
2018年1月，夏薩特被外借到蘇冠球會福爾柯克。同年2月6日，他在對陣布里金城的比賽中上演職業生涯地標戰，協助球隊以3–1取勝。
2019年1月，蘇冠球會巴特里借入夏薩特。在外借期間，他協助球隊在蘇格蘭盃晉級八強。在對陣蘇超球會赫斯的比賽中，他協助球隊以1–1賽和對手，並在重賽中救出一個十二碼。但球隊最終在比賽末段失球，以2–1落敗出局。
2019年10月，蘇冠球會登地的正選門將因盲腸炎需動手術，而短暫借入夏薩特。在漢密爾頓傷愈復出後，夏薩特在同年11月回到母會。2020年1月，夏薩特被正式外借到登地至季尾。

#### 2020–21賽季
2020年12月10日，夏薩特在對陣里爾的歐霸盃賽事中首次為些路迪上陣，並在比賽末段救出的射門，協助球隊以3–2勝出。三日後，他首次在聯賽賽事中為球會上陣，並保持清白之身，協助球隊以2–0擊敗基爾馬諾克。同月20日，他在因2019冠状病毒病延遲舉行的2020年蘇格蘭足總盃決賽中正選上陣，並在互射十二碼階段救出兩個十二碼，協助球隊擊敗赫斯奪冠。

#### 外借HJK赫尔辛基
在2021–22賽季，夏薩特在新任領隊麾下淪為球隊的第四龍門，他在前半季留隊，但並未上陣。
2022年1月19日，他被外借到芬蘭足球超級聯賽球會HJK赫尔辛基，為期一年。他在對陣的芬蘭聯賽盃賽事中上演地標戰。夏薩特在該賽季協助球隊取得參與歐霸盃小組賽的資格，並在國內聯賽中隨隊奪得聯賽冠軍。他在季尾獲選為聯賽賽季最佳龍門，並獲HJK赫尔辛基球迷會選為球會賽季最佳球員。

### 普利茅夫
2023年7月11日，英冠升班馬普利茅夫宣布簽入夏薩特。同年8月5日，他在對陣哈特斯菲的英冠揭幕戰中上演地標戰，協助球隊以3–1勝出。
2025年2月9日，夏薩特在普利茅夫對陣利物浦的足總盃第四輪賽事中正選上陣，並保持清白之身，包括在補時階段救出和的射門，協助球隊以1–0擊敗對手。

## 國家隊生涯
2018年6月3日，他在對陣哥斯達黎加的3–0敗仗中上演國家隊地標戰。

## 生涯統計
最後更新：2025年2月9日
| 效力球會            | 球季     | 聯賽     | 聯賽 | 聯賽 | 國家盃賽 | 國家盃賽 | 聯賽盃賽 | 聯賽盃賽 | 洲際賽事 | 洲際賽事 | 總計 | 總計 |
| 效力球會            | 球季     | 聯賽     | 上陣 | 入球 | 上陣     | 入球     | 上陣     | 入球     | 上陣     | 入球     | 上陣 | 入球 |
| ------------------- | -------- | -------- | ---- | ---- | -------- | -------- | -------- | -------- | -------- | -------- | ---- | ---- |
| 些路迪              | 2017–18  | 蘇超     | 0    | 0    | 0        | 0        | 0        | 0        | 0        | 0        | 0    | 0    |
| 些路迪              | 2018–19  | 蘇超     | 0    | 0    | 0        | 0        | 0        | 0        | 0        | 0        | 0    | 0    |
| 些路迪              | 2019–20  | 蘇超     | 0    | 0    | 1        | 0        | 0        | 0        | 0        | 0        | 1    | 0    |
| 些路迪              | 2020–21  | 蘇超     | 5    | 0    | 0        | 0        | 0        | 0        | 1        | 0        | 6    | 0    |
| 些路迪              | 總計     | 總計     | 5    | 0    | 1        | 0        | 0        | 0        | 1        | 0        | 7    | 0    |
| 福爾柯克（外借）    | 2017–18  | 蘇冠     | 11   | 0    | 1        | 0        | 0        | 0        | –        | –        | 12   | 0    |
| 巴特里（外借）      | 2018–19  | 蘇冠     | 11   | 0    | 4        | 0        | 0        | 0        | –        | –        | 15   | 0    |
| 登地（外借）        | 2019–20  | 蘇冠     | 5    | 0    | 0        | 0        | 0        | 0        | –        | –        | 5    | 0    |
| 登地（外借）        | 2019–20  | 蘇冠     | 6    | 0    | 0        | 0        | 0        | 0        | –        | –        | 6    | 0    |
| HJK赫尔辛基（外借） | 2022     | 芬蘭超   | 24   | 0    | 0        | 0        | 1        | 0        | 14       | 0        | 39   | 0    |
| 普利茅夫            | 2023–24  | 英冠     | 27   | 0    | 3        | 0        | 0        | 0        | –        | –        | 30   | 0    |
| 普利茅夫            | 2024–25  | 英冠     | 9    | 0    | 2        | 0        | 1        | 0        | –        | –        | 12   | 0    |
| 普利茅夫            | 總計     | 總計     | 36   | 0    | 5        | 0        | 1        | 0        | 0        | 0        | 42   | 0    |
| 生涯總計            | 生涯總計 | 生涯總計 | 98   | 0    | 11       | 0        | 2        | 0        | 15       | 0        | 126  | 0    |

1. ↑  於歐霸盃賽事上陣。
2. ↑  其中四場歐冠，十場歐霸盃。

## 榮譽

### 球會
些路迪
- 蘇格蘭足總盃：2019–20（英语：2019–20 Scottish Cup）[18]

 HJK赫爾辛基
- 芬蘭足球超級聯賽：2022（英语：2022 Veikkausliiga）[23]

### 個人
- 芬蘭足球超級聯賽賽季最佳龍門：2022（英语：2022 Veikkausliiga）[24]

## 外部連結
- 干拿·夏薩特－UEFA國際賽競賽紀錄